# Comuna Zelene, Veselînove
Zelene (în ucraineană Зелене) este o comună în raionul Veselînove, regiunea Mîkolaiiv, Ucraina, formată din satele Kolosivka, Kutuzivka, Uleanove și Zelene (reședința).

## Demografie
Componența lingvistică a comunei Zelene
     Ucraineană (79,79%)
     Rusă (17,08%)
     Română (2,48%)
     Alte limbi (0,13%)
Conform recensământului din 2001, majoritatea populației comunei Zelene era vorbitoare de ucraineană (79,79%), existând în minoritate și vorbitori de rusă (17,08%) și română (2,48%).